# بخش مدیسون (شهرستان ویلیامز، اوهایو)
بخش مدیسون (به انگلیسی: Madison Township) یک منطقهٔ مسکونی در ایالات متحده آمریکا است که در شهرستان ویلیامز، اوهایو واقع شده‌است.
 بخش مدیسون ۷۸٫۴ کیلومتر مربع مساحت و ۲٬۵۳۹ نفر جمعیت دارد و ۲۶۷ متر بالاتر از سطح دریا واقع شده‌است.